# Сара Винчестер
Сара Локвуд Винчестер (енгл. Sarah Lockwood Winchester; септембар 1837. - 5. септембар 1922) била је супруга Вилијама Винчестера који је изумео познату врсту пушке. Она је мислила да ће је убити духови људи које је убила пушка коју је измислио њен муж па је саградила вилу Винчестерске кућу у Калифорнији у којој је она живела. У вили има много замки како би отерале духове. Вила се градила 38 година а градња је завршена када је она умрла. Од њене смрти та вила је постала популарна туристичка атракција и популарна је по бројним степеницама и ходницима који не воде нигде.

## Детињство и младост
Рођена је као Сара Локвуд Парде, ћерка Леонарда Пардеа и Саре В. Бернс. Удала се 30. септембра 1837. у Њу Хејвену за Вилијама Винчестера. Имали су једну ћерку Ени која је рођена 15. јуна 1866, али се разболела и умрла 25. јула исте године, после чега је Сара пала у дубоку депресију. Отац јој умире 1880, а у марту 1881. и њен муж.